# Erythrophyllastrum
Erythrophyllastrum là một chi rêu trong họ Pottiaceae.